# Ляймен (Рейнланд-Пфальц)
Ляймен (нім. Leimen) — громада в Німеччині, розташована в землі Рейнланд-Пфальц. Входить до складу району Південно-Західний Пфальц. Складова частина об'єднання громад Родальбен.
Площа — 29,22 км2. Населення становить 964 ос. (станом на 31 грудня 2020).